# John Golden Theatre
Le John Golden Theatre, anciennement le Theatre Masque et le Masque Theatre, est un théâtre de Broadway situé au 252 Ouest de la 45e Rue (George Abbott Way) dans le Theater District de Midtown Manhattan, à New York, États-Unis.

## Histoire
Ouvert en 1927, il est construit par Herbert J. Krapp dans un style espagnol pour l'intérieur, sur demande du promoteur immobilier Irwin Chanin. Pour les frères Chanin, c'était un des éléments d'un complexe de trois théâtres avec le Royale Theatre et le Majestic Theatre.
Dans les années 1930, les frères Chanin cèdent le bâtiment aux frères Shubert. Il prend le nom de l'impresarion John Golden (en) lorsque celui-ci en prend la direction en 1937 ; c'était le troisième théâtre de Broadway à porter son nom. Les Shubert en reprennent le contrôle en 1946, le convertissent et l'utilisent comme cinéma pendant deux ans avant de lui rendre sa fonction théâtrale fin des années 1940.
Depuis sa création, le « Golden » a accueilli 3182 spectacles. Comptant 800 places, sur deux niveaux, il est exploité par la Shubert Organization, dont il est un des 17 théâtres de Broadway.
La façade et l'intérieur de l'auditorium sont classés parmi les monuments de la ville de New York.

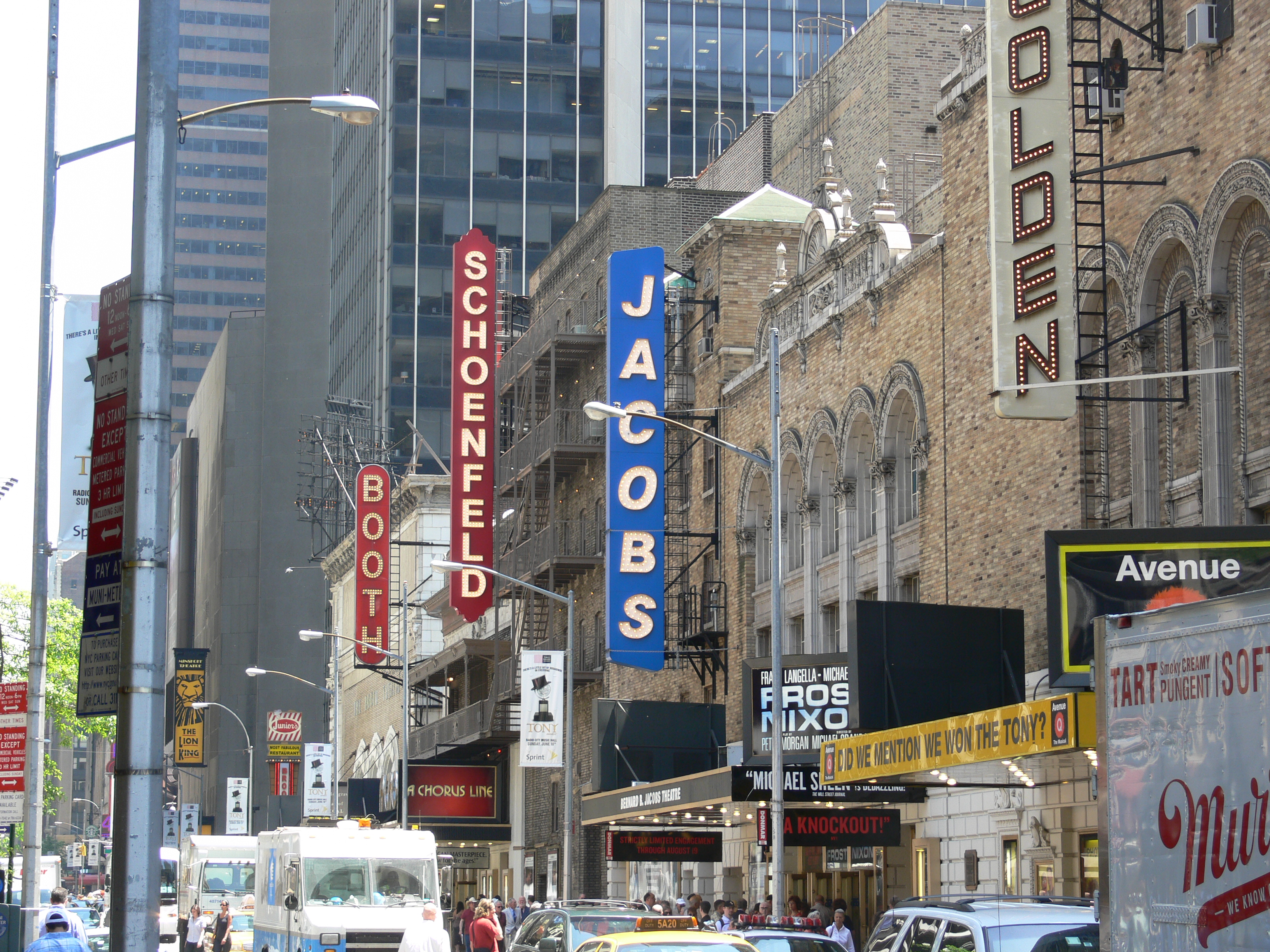
Les théâtres de la 45e Rue, de gauche à droite : Minskoff Theatre, Booth Theatre, Gerald Schoenfeld Theatre, Bernard B. Jacobs Theatre et John Golden Theatre.
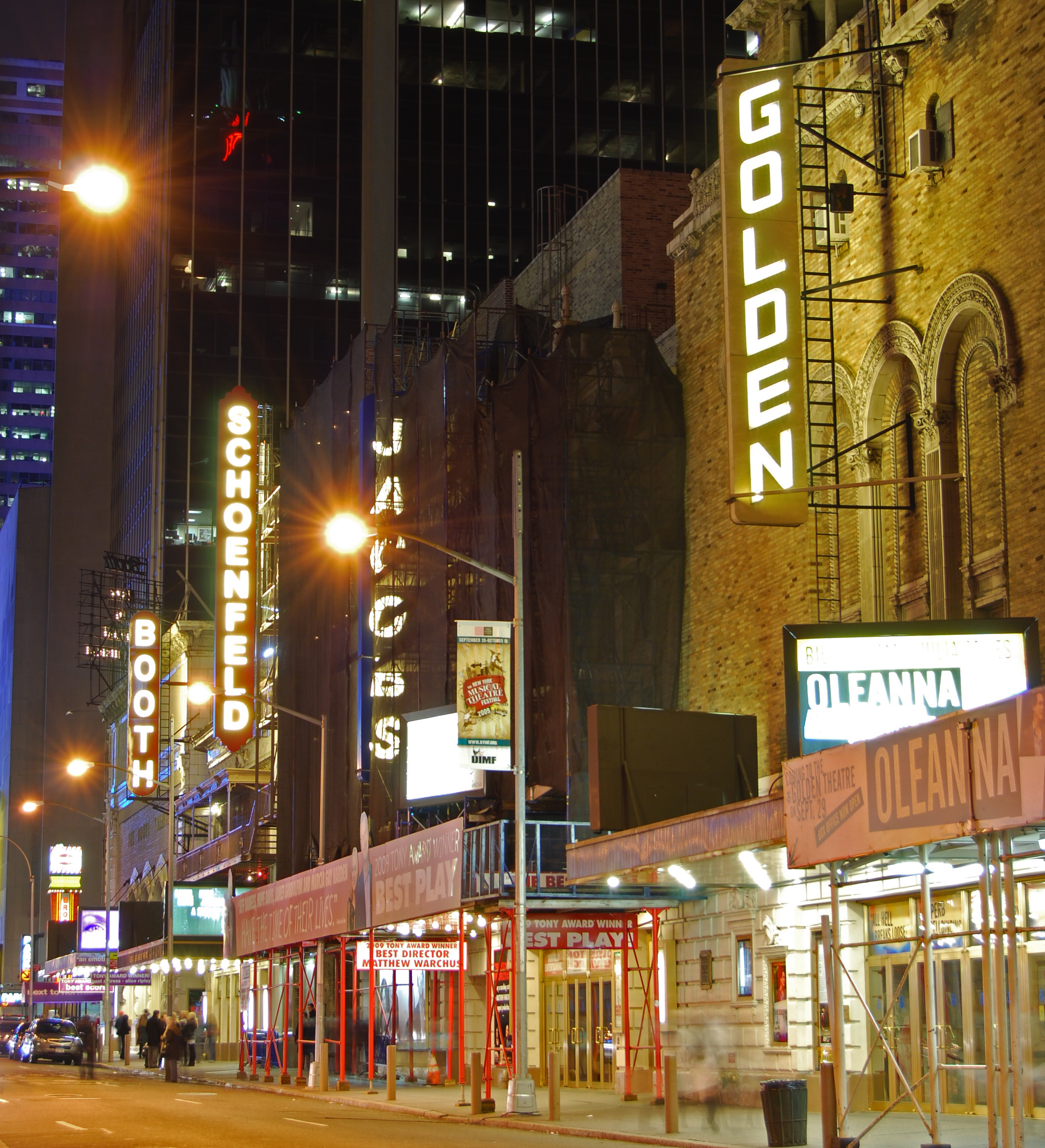
Les mêmes, de nuit.
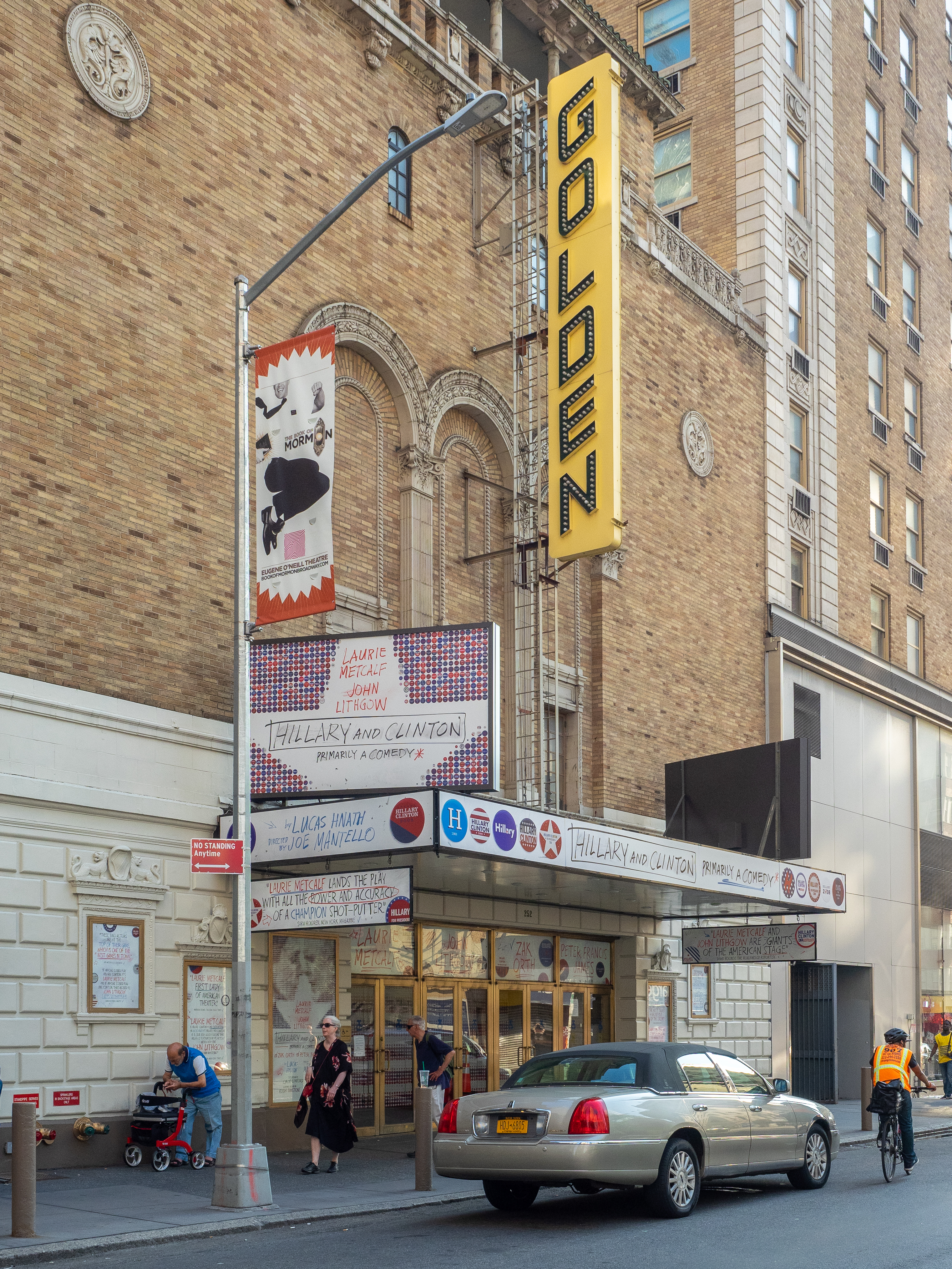
Entrée du Golden.

## Productions notables
Les productions sont classées par année de leur première représentation. Cette liste ne comprend que les spectacles de Broadway ; cela n'inclut pas les films projetés au cinéma.
- 1927 : Patience[5],[6]
- 1929 : Rope's End[7],[8]
- 1931 : The Venetian[9],[10]
- 1931 : Louder, Please[11],[10]
- 1933 : Tobacco Road[12],[10]
- 1935 : Eden End[13],[14]
- 1938 : Shadow and Substance[15],[16]
- 1938 : Lightnin'[17],[16]
- 1939 : The White Steed[18],[16]
- 1941 : Angel Street[19],[20]
- 1948 : Maurice Chevalier in an evening of Songs and Impressions[21],[20]
- 1949 : Goodbye, My Fancy[22]
- 1950 : Let's Make an Opera[23],[24]
- 1951 : The Green Bay Tree[25],[24]
- 1951 : To Dorothy, A Son[26],[24]
- 1952 : The Fourposter[27]
- 1953 : Comedy in Music[28],[24]
- 1956 : Someone Waiting[29],[24]
- 1956 : Waiting for Godot[30],[24]
- 1957 : The Potting Shed[31]
- 1958 : Look Back in Anger[32],[33]
- 1958 : Epitaph for George Dillon[34],[33]
- 1958 : A Party with Betty Comden and Adolph Green[35],[33]
- 1959 : Requiem for a Nun[36],[33]
- 1959 : The Billy Barnes Revue[37],[33]
- 1959 : At the Drop of a Hat[38],[33]
- 1960 : An Evening With Mike Nichols and Elaine May[39],[40]
- 1961 : An Evening with Yves Montand[41],[40]
- 1962 : Sunday in New York[42],[40]
- 1962 : Beyond the Fringe[43],[40]
- 1966 : Wait a Minim![44],[40]
- 1967 : After the Rain[45],[40]
- 1967 : Brief Lives[46],[40]
- 1968 : Carry Me Back to Morningside Heights[47],[40]
- 1968 : The Exercise[48],[49]
- 1970 : Bob and Ray—The Two and Only[50],[49]
- 1971 : You're a Good Man, Charlie Brown[51],[49]
- 1972 : Sticks and Bones[52],[49]
- 1975 : Hughie et Duet
- 1975 : P. S. Your Cat Is Dead![53]
- 1975 : Kennedy's Children[54]
- 1976 : Going Up[55]
- 1977 : Dirty Linen & New-Found-Land[56]
- 1977 : The Gin Game[57]
- 1979 : Murder at the Howard Johnson's[58]
- 1980 : Watch on the Rhine[59]
- 1980 : A Day in Hollywood / A Night in the Ukraine[60]
- 1980 : Tintypes[61],[62]
- 1981 : Crimes of the Heart[63],[62]
- 1983 : 'night, Mother[64],[62]
- 1984 : Glengarry Glen Ross[65],[62]
- 1985 : Blood Knot[66]
- 1987 : Stepping Out[67]
- 1987 : All My Sons[68]
- 1988 : Juno and the Paycock[69]
- 1989 : Eastern Standard[70]
- 1992 : Falsettos[71]
- 1995 : Master Class
- 1998 : The Chairs
- 1998 : Side Man[72]
- 2001 : Stones in His Pockets[73]
- 2002 : The Goat, or Who is Sylvia?
- 2003 : Vincent in Brixton[74]
- 2003 : Avenue Q[75]
- 2009 : Oleanna[76],[77]
- 2010 : Red[78],[79]
- 2010 : Driving Miss Daisy[80],[81]
- 2011 : The Normal Heart[82],[83]
- 2011 : Seminar[84],[85]
- 2013 : Vanya and Sonia and Masha and Spike[86],[87]
- 2013 : A Time to Kill[88],[89]
- 2014 : Mothers and Sons[90],[91]
- 2014 : A Delicate Balance[92],[93]
- 2015 : Skylight[94],[95]
- 2015 : The Gin Game[96],[97]
- 2016 : Eclipsed[98],[99]
- 2017 : A Doll's House, Part 2[100],[101]
- 2018 : Three Tall Women[102],[103]
- 2018 : The Waverly Gallery[104],[105]
- 2019 : Hillary and Clinton[106],[107]
- 2019 : Slave Play[108],[109]
- 2021 : Thoughts of a Colored Man[110]
- 2022 : Hangmen[111],[112]
- 2022 : Topdog/Underdog[113],[114]
- 2023 : Prima Facie[115],[116]
- 2023 : The Shark Is Broken[117],[118]